# Mike Wheeler
Michael Keith Valentine Wheeler, detto Mike (Watford, 14 febbraio 1935 – Poole, 15 gennaio 2020), è stato un velocista britannico, specializzato nei 400 metri piani.

## Palmarès
- Giochi olimpici

Melbourne 1956: bronzo nella staffetta 4×400 metri.